# Mario Gargiulo (calciatore)
Mario Gargiulo (Napoli, 26 marzo 1996) è un calciatore italiano, centrocampista del Cosenza.

## Caratteristiche tecniche
È una mezzala sinistra dotata di un buon tiro dalla lunga distanza ed abile negli inserimenti offensivi; può essere utilizzato anche in posizione più avanzata, da trequartista.

## Carriera

### Inizi: Brescia, Bassano Virtus e Lucchese
Inizia la carriera nell'ASD Brothers, scuola calcio del quartiere Chiaiano di Napoli, prima di passare, nel 2010, nel settore giovanile del Brescia, dove debutta fra i professionisti il 30 agosto 2015 in occasione dell'incontro di Serie B perso 1-0 contro il Frosinone; il giorno seguente viene acquistato a titolo definitivo dal Chievo, che lo lascia in prestito al club lombardo per una stagione. Nelle due stagioni successive viene ceduto per due volte in prestito in Serie C, rispettivamente al Bassano e alla Lucchese, faticando, però, a trovare regolarità di impiego in entrambe le squadre.

### Pontedera e Imolese
Nel mercato estivo del 2017 viene ceduto a titolo definitivo al Pontedera; con il club granata disputa una stagione da protagonista giocando 36 incontri in Serie C e raggiungendo la semifinale di Coppa Italia Serie C. Al termine della stagione cambia nuovamente casacca, firmando per l'Imolese.

### L'arrivo in B: Cittadella e Lecce
Il 2 luglio 2019 firma per il Cittadella, facendo ritorno in Serie B dopo quattro anni; il 13 luglio 2020 realizza la sua prima rete in serie cadetta, nella gara persa per 4-1 sul campo della Salernitana. Con 8 gol in 40 presenze tra stagione regolare e play-off, nel 2020-2021 è tra i protagonisti della buona annata del Cittadella, giunto sino alla finale degli spareggi per la promozione in Serie A.
Il 30 agosto 2021 viene acquistato a titolo definitivo dal Lecce, compagine di Serie B con la quale sottoscrive un contratto triennale. Con 32 presenze e 3 reti, contribuisce alla vittoria del campionato e alla conseguente promozione in Serie A. Con i giallorossi ottiene la promozione in Serie A vincendo la Coppa Nexus grazie al primo posto in classifica.

### Modena e prestito al Pisa
Il 21 luglio 2022 si trasferisce a titolo definitivo al Modena, in cui milita per sei mesi, disputando 12 presenze in Serie B e vedendo il proprio impiego limitato a causa di un infortunio.
Il 31 gennaio 2023, durante la finestra invernale del calciomercato, viene ceduto in prestito al Pisa, nell'ambito dell'operazione che porta Artur Ioniță a compiere il tragitto opposto. Esordisce con i neroazzurri il 4 febbraio nella sconfitta interna con il Südtirol per 0-1, subentrando dalla panchina. Una settimana dopo, alla prima gara da titolare, segna il suo primo gol con i toscani, nella vittoria per 2-0 sul campo della Reggina.
A fine prestito fa ritorno ai canarini, con cui milita per un'altra stagione (trovando poco spazio a causa di ulteriori problemi fisici) per poi rescindere, dopo essere stato messo fuori dal progetto, il contratto che lo legava al club il 24 luglio 2024.

### Foggia e Cosenza
Il 29 agosto 2024 si lega al club rossonero fino al 30 giugno 2025 con opzione di rinnovo.
Tuttavia il 15 gennaio dell'anno successivo risolve il contratto. Lo stesso giorno firma un contratto con il Cosenza, militante in Serie B. Il 1°maggio 2025 segna la sua prima rete con i calabresi, decidendo la partita contro il Bari. 

## Statistiche

### Presenze e reti nei club
Statistiche aggiornate al 13 maggio 2025.
| Stagione          | Squadra           | Campionato        | Campionato | Campionato | Coppe nazionali | Coppe nazionali | Coppe nazionali | Coppe continentali | Coppe continentali | Coppe continentali | Altre coppe | Altre coppe | Altre coppe | Totale | Totale |
| Stagione          | Squadra           | Comp              | Pres       | Reti       | Comp            | Pres            | Reti            | Comp               | Pres               | Reti               | Comp        | Pres        | Reti        | Pres   | Reti   |
| ----------------- | ----------------- | ----------------- | ---------- | ---------- | --------------- | --------------- | --------------- | ------------------ | ------------------ | ------------------ | ----------- | ----------- | ----------- | ------ | ------ |
| 2014-2015         | Brescia           | B                 | 6          | 0          | CI              | 0               | 0               | -                  | -                  | -                  | -           | -           | -           | 6      | 0      |
| 2015-2016         | Bassano           | LP                | 4          | 0          | CI+CI-LP        | 1+2             | 0+1             | -                  | -                  | -                  | -           | -           | -           | 7      | 1      |
| 2016-2017         | Lucchese          | LP                | 17+3       | 0          | CI+CI-LP        | 0+2             | 0               | -                  | -                  | -                  | -           | -           | -           | 22     | 0      |
| 2017-2018         | Pontedera         | C                 | 35+1       | 1          | CI+CI-C         | 1+6             | 0               | -                  | -                  | -                  | -           | -           | -           | 43     | 1      |
| 2018-2019         | Imolese           | C                 | 35+4       | 3          | CI+CI-C         | 0+5             | 0+1             | -                  | -                  | -                  | -           | -           | -           | 44     | 4      |
| 2019-2020         | Cittadella        | B                 | 15         | 1          | CI              | 2               | 0               | -                  | -                  | -                  | -           | -           | -           | 17     | 1      |
| 2020-2021         | Cittadella        | B                 | 35+5       | 8          | CI              | 2               | 0               | -                  | -                  | -                  | -           | -           | -           | 42     | 8      |
| ago. 2021         | Cittadella        | B                 | 1          | 0          | CI              | 1               | 0               | -                  | -                  | -                  | -           | -           | -           | 2      | 0      |
| Totale Cittadella | Totale Cittadella | Totale Cittadella | 51+5       | 9          |                 | 5               | 0               |                    | -                  | -                  |             | -           | -           | 61     | 9      |
| set. 2021-2022    | Lecce             | B                 | 32         | 3          | CI              | 2               | 0               | -                  | -                  | -                  | -           | -           | -           | 34     | 3      |
| 2022-gen. 2023    | Modena            | B                 | 12         | 0          | CI              | 1               | 0               | -                  | -                  | -                  | -           | -           | -           | 13     | 0      |
| gen.-giu. 2023    | Pisa              | B                 | 12         | 1          | CI              | -               | -               | -                  | -                  | -                  | -           | -           | -           | 12     | 1      |
| 2023-2024         | Modena            | B                 | 3          | 0          | CI              | 1               | 1               | -                  | -                  | -                  | -           | -           | -           | 4      | 1      |
| Totale Modena     | Totale Modena     | Totale Modena     | 15         | 0          |                 | 2               | 1               |                    | -                  | -                  |             | -           | -           | 17     | 1      |
| 2024-gen. 2025    | Foggia            | C                 | 16         | 0          | CI-C            | -               | -               | -                  | -                  | -                  | -           | -           | -           | 16     | 0      |
| gen.-giu. 2025    | Cosenza           | B                 | 17         | 1          | CI              | -               | -               | -                  | -                  | -                  | -           | -           | -           | 17     | 1      |
| Totale Carriera   | Totale Carriera   | Totale Carriera   | 240+13     | 18         |                 | 26              | 3               |                    | -                  | -                  |             | -           | -           | 278    | 21     |

## Palmarès

### Competizioni nazionali
- Campionato italiano di Serie B: 1

Lecce: 2021-2022